# Dawn of Victory (Rhapsody)
Dawn of Victory is het derde album van Rhapsody uitgebracht in 2000.
Zoals bij de vorige albums staat het verhaal van "Algalord" en de "Emerald Sword Saga" centraal. Het album is geproduceerd door Sacha Paeth en Miro. De teksten zijn geschreven door Turilli en Starpoli.
Na de gebruikelijke opening komen we in de snelle titel track "Dawn of Victory". "Triumph for My Magic Steel", "Dargor - Shadowlord of the Black Mountain" en "Holy thunderforce" zijn ook klassieke Rhapsody-nummers met snelle beats, refreinen en gitaarsolo's.
"The Village of Dwarves" is een speels folknummer. "The Bloody Rage of the Titans" start als ballade en gaat verder met folk en gitaarmuziek.
Het album eindigt met "The Mighty Ride of the Firelord", gemengde koren, gitaarstukken, viool en vertellingen.
De muziek op dit album kent veel complexe structuren waarbij tempo, instrumenten en vocaal soms zeer sterk wisselen.

## Inhoud
1. Lux triumphans
2. Dawn of victory
3. Triumph for my magic steel
4. The village of dwarves
5. Dargor, shadowlord of the black mountain
6. The bloody rage of the titans
7. Holy thunderforce
8. Trolls in the dark
9. The last winged unicorn
10. The mighty ride of the firelord

## Artiesten
- Luca Turilli - gitarist
- Fabio Lione - vocalist
- Alex Staropoli - klavier
- Alessandro Lotta - bassist
- Alex Holzwarth - drummer

## Gastmuzikanten
- Episch koor - Robert Hunecke-Rizzo, Thomas Rettke, Miro Rodenberg, Cinzia Rizzo, Florinda Klevisser
- Kerkkoor - Helmstedt Kammerchoir conducted by Andreas Lamken
- Vrouwelijke barokstem - Constanze Backers
- Kinderstem in "Trolls in the Dark" - Laurence Vanryne
- Barokblokfluiten - Manuel Staropoli
- Eerste violist - Maggie Ardorf
- Drums - Thunderforce